# Copa Báltica 2008
La Copa Báltica 2008 (en estonio, Balti turniir 2008; en letón, Baltijas Kauss 2008; en lituano, 2008 m. Baltijos taurė) fue la XXII edición de la competición amistosa, realizada en Letonia. Fue disputada por los seleccionados bálticos de Estonia, Letonia y Lituania entre los días 30 de mayo y 1 de junio.
Letonia obtuvo el título por décima vez, luego de derrotar a ambos rivales en sus respectivos encuentros.

## Formato
Las tres selecciones se enfrentaron entre sí en un sistema de liguilla a una sola rueda. La selección con mayor cantidad de puntos obtenidos al finalizar el torneo se consagró campeona.

## Posiciones
| Selección | Pts | PJ | PG | PE | PP | GF | GC | Dif |
| --------- | --- | -- | -- | -- | -- | -- | -- | --- |
| Letonia   | 6   | 2  | 2  | 0  | 0  | 3  | 1  | 2   |
| Lituania  | 3   | 2  | 0  | 2  | 0  | 2  | 2  | 0   |
| Estonia   | 0   | 2  | 0  | 0  | 2  | 0  | 2  | -2  |

## Resultados
- Los horarios corresponden a la hora de Letonia (EEST; UTC+3).

| 30 de mayo de 2008 | Letonia     | 1:0 (0:0) | Estonia | Estadio Skonto, Riga                                    |                                                         |
| 19:07 (UTC+3)      | Laizāns 48' | Reporte   |         | Asistencia: 4.500 espectadores Árbitro(s): Audrius Žuta | Asistencia: 4.500 espectadores Árbitro(s): Audrius Žuta |

| 31 de mayo de 2008 | Estonia | 0:1 (0:0) | Lituania        | Estadio Slokas, Jūrmala                                  |                                                          |
| 16:00 (UTC+3)      |         | Reporte   | Mižigurskis 89' | Asistencia: 1.300 espectadores Árbitro(s): Romāns Lajuks | Asistencia: 1.300 espectadores Árbitro(s): Romāns Lajuks |

| 1 de junio de 2008 | Letonia                    | 2:1 (0:0) | Lituania     | Estadio Skonto, Riga                                   |                                                        |
| 14:00 (UTC+3)      | Gorkšs 56' · Alunderis 77' | Reporte   | Beniušis 81' | Asistencia: 3.330 espectadores Árbitro(s): Sten Kaldma | Asistencia: 3.330 espectadores Árbitro(s): Sten Kaldma |

| Campeón Letonia 10.mo título |